# Gay-friendly
Il termine inglese gay-friendly indica una persona, un'associazione, una località o un'attività economica che mostra concretamente un atteggiamento aperto, accogliente e non discriminatorio nei confronti di gay, lesbiche, bisessuali e transessuali.

## Persone

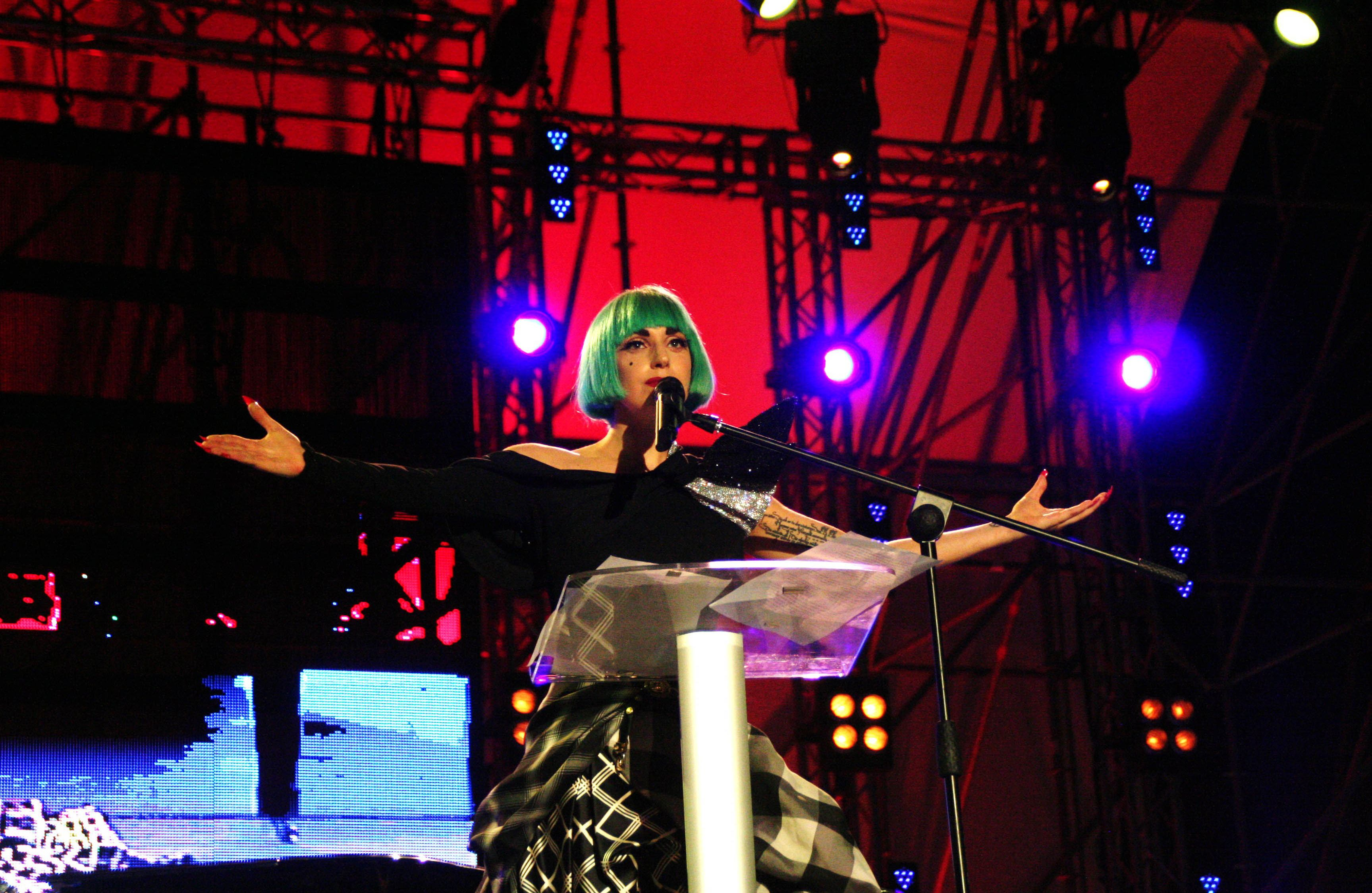
Lady Gaga all'Euro Pride di Roma del 2011

Molte persone tra cui politici, gente dello spettacolo, cantanti, si definiscono gay friendly o negli anni hanno dimostrato di esserlo. Alcuni di essi lottano per i diritti gay. Alcune celebrità gay friendly sono, a livello internazionale
- Elizabeth Taylor: vincitrice del GLAAD Media Awards nel 2000 per il suo supporto alla comunità LGBT;
- Kurt Cobain: in un'intervista dichiarò: "Se sei omofobo, non comprare questo CD. Non mi interessa se ti piaccio, io ti odio"[1]. Dal palco invitava spesso gli omofobi a non andare più ai concerti dei Nirvana.
- Cher: vincitrice nel 2009 del GLAAD Award per l'impegno dimostrato negli anni a favore dei diritti civili degli omosessuali.
- Cyndi Lauper: attivamente impegnata nel movimento LGBT, collabora dal 1989 con la Human Rights Campaign, un'associazione internazionale per i diritti civili delle persone omosessuali[2]. Ha fondato l'associazione a difesa dei diritti delle persone LGBT True Colors Fund.
- Lady Gaga: ha sostenuto negli USA la lotta contro il Don't ask, don't tell, la norma che impediva ai membri dell'esercito di dichiararsi omosessuali; nel 2011, ha partecipato all'Europride di Roma, tenendo un discorso sui diritti degli omosessuali e cantando dal palco Born This Way. Inoltre, la cantante statunitense e la madre hanno recentemente[quando?] fondato un'associazione a favore dei giovani LGBT: la Born This Way Foundation
- Barbra Streisand: ha tra l'altro contribuito economicamente alla campagna contro l'abolizione del matrimonio gay in California nel 2009[3].
- Janet Jackson: vincitrice nel 2005 del GLAAD Award per l'impegno a favore del movimento gay, ha aderito al progetto It gets better contro il suicidio degli adolescenti omosessuali[4].
- Brad Pitt: ha donato 100.000 dollari a sostegno della campagna contro la Proposizione 8 che voleva abolire il matrimonio omosessuale in California[5].
- Drew Barrymore: vincitrice del GLAAD Media Awards nel 2010, è scesa in piazza al fianco del movimento gay contro la Proposizione 8 e in favore dei matrimoni tra persone dello stesso sesso[6].
- Madonna: si è più volte esposta a favore dei diritti civili; tra le altre cose, nel 2008 tiene a Los Angeles un concerto contro la Proposition 8 e dunque contro l'abolizione del matrimonio gay[7].
- Yōko Ono: nel 2004 incide una versione gay della celebre canzone Every Man Has a Woman Who Loves Him, intitolata Every Man Has a Man Who Loves Him, a sostegno del matrimonio omosessuale[8].
- Anne Hathaway: ha devoluto i proventi dei diritti delle sue foto nuziali alle campagne a favore delle nozze gay negli USA[9].
- James Franco: ha più volte interpretato ruoli di omosessuali (tra cui il compagno del protagonista in Milk) dichiarandosi in più occasioni solidale con le cause del movimento gay[10].
- Sean Penn: ha interpretato Harvey Milk nel film di Gus Van Sant del 2008, che gli valse l'Oscar come miglior attore. Nel discorso che fece alla cerimonia degli Oscar difese il matrimonio omosessuale e i diritti dei gay, affermando[11]:

- Barack Obama: aderisce nel 2010 al progetto It gets better contro il suicidio dei ragazzi omosessuali[12]; si è più volte espresso a sostegno della comunità omosessuale[13], e nel 2009 ha insignito Harvey Milk della più alta onorificenza statunitense, la Presidential Medal of Freedom, per l'impegno a favore dei diritti degli omosessuali[14]. Nel 2012 diventa il primo Presidente degli USA ad essersi espresso apertamente a favore del matrimonio tra persone dello stesso sesso. Nel gennaio 2013, lo stesso Obama diventa il primo Presidente a parlare dei diritti dei gay durante il discorso di insediamento alla Casa Bianca:

- Cristina Fernández de Kirchner: da sempre attivista nei diritti umani, la politica e presidente argentina approva, nel 2010, il matrimonio omosessuale nel suo paese.
- Alan Ball: attivista della comunità LGBT statunitense.
- Anne Rice: si è allontanata dalla Chiesa cattolica, denunciandone l'omofobia e dichiarandosi a favore dei diritti civili dei gay.

### Italia
Ambra Angiolini negli anni novanta è stata volontaria presso il Circolo di cultura omosessuale Mario Mieli e ha condotto per due volte il Gay Pride di Roma. Madrine del Gay Pride nelle diverse città italiane sono state Ornella Muti (Campania Pride 2012), Jane Alexander (Roma Pride 2002), Lucia Ocone (Roma Pride 2012), Maria Grazia Cucinotta (Palermo Pride 2013), Isa Danieli (Campania Pride 2013), Chiara Francini (Roma Pride 2013). Sono stati ospiti del Gay Village di Roma Franca Valeri, Loredana Bertè, Patty Pravo, Anna Oxa, Irene Grandi, Platinette, Mariella Nava, Marina Rei, Amanda Lear, Alessandra Amoroso, Federico Zampaglione, Iaia Forte, Leo Gullotta, Lino Banfi, Paola Turci, Lina Sastri, Alessandro Fullin, Cinzia Leone, Anna Mazzamauro, Giusy Ferreri, Syria, Virginia Raffaele e Lina Wertmüller.
Nel 2012 molti artisti hanno firmato un appello di Vanity Fair per i diritti delle coppie omosessuali e durante la discussione della legge sulle unioni civili vi sono state prese di posizione a favore da parte di molti artisti e personaggi pubblici, tra i quali Laura Pausini.

## Località

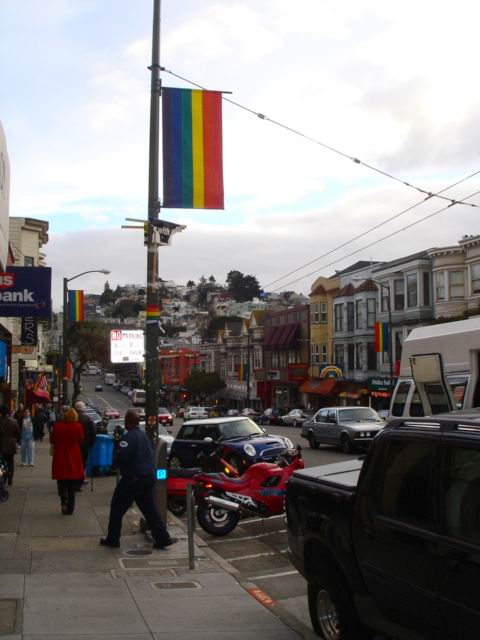
Castro Street a San Francisco con le bandiere Rainbow

Diverse località turistiche sono diventate gay friendly ed offrono eventi LGBT, diventando mete per il turismo LGBT. Alcune mete europee sono Mikonos, Sitges, Gran Canaria e, in Italia, Torre del Lago.
In molte città del mondo esistono vie e quartieri gay, che ospitano locali, librerie, bar legati alla cultura omosessuale. Tra i più famosi:
- Le Marais a Parigi
- Soho a Londra
- Castro a San Francisco
- Greenwich Village e Chelsea a New York
- Village gai di Montréal
- Chueca a Madrid
- Eixample a Barcellona
- Soho a Copenaghen
- Schöneberg a Berlino
- Via San Giovanni in Laterano a Roma
- Green Point a Città del Capo

## Attività economica
Il termine si usa per indicare le attività economiche che, pur non essendo di proprietà o gestite da persone omosessuali (gay owned in inglese) né espressamente dirette ad una clientela gay, garantiscono comunque un'accoglienza "amichevole" alla clientela omosessuale, senza discriminarla o respingerla.
Ad esempio, è gay-friendly un albergo che, pur non essendo rivolto prevalentemente a una clientela omosessuale, si impegna ad offrire alla clientela LGBT lo stesso livello di accoglienza e la stessa qualità del servizio normalmente offerta alla clientela eterosessuale, verifica che i propri dipendenti siano ospitali con tutti e non abbiano comportamenti lesivi della dignità dei propri ospiti a causa del loro orientamento sessuale o della loro identità di genere o infine tiene disponibile materiale informativo sulla comunità gay della città per i turisti che ne facessero richiesta.

## Aziende
Il termine gay-friendly viene utilizzato per identificare quelle aziende che, pur producendo prodotti o fornendo servizi rivolti alla generalità dei consumatori, hanno negli anni sostenuto economicamente progetti di associazioni LGBT, implementato nella propria organizzazione aziendale delle azioni contro la discriminazione per orientamento sessuale o identità di genere o ancora investito in comunicazione sul cosiddetto mercato gay, pianificando su media LGBT.
Negli Stati Uniti, l'associazione Human Rights Campaign pubblica ogni anno il Corporate Equality Index (CEI), una classifica delle principali aziende statunitensi più gay-friendly, realizzata seguendo tra l'altro questi criteri: presenza di politiche aziendali scritte contro le discriminazioni per orientamento sessuale e identità di genere; copertura assicurativa dei partner dei lavoratori, anche se del medesimo sesso; riconoscimento ufficiale di gruppi di lavoratori LGBT, se esistente; politiche di formazione alla diversità; azioni di marketing verso la comunità LGBT.
Nel 2005 erano nel Corporate Equality Index American Express, Apple, Deutsche Bank, Hewlett-Packard, Disney, Ford, Johnson & Johnson, Kraft, Levi Strauss & Co., Motorola, MTV.
Apple nel 2008 fece un'ingente donazione per la difesa del matrimonio gay in California contro la Proposizione 8 che voleva abolirlo. Tra l'altro, nell'agosto 2011 a succedere a Steve Jobs come amministratore delegato di Apple fu Tim Cook, dichiaratamente omosessuale.